# Festuca jaliscana
Festuca jaliscana är en gräsart som beskrevs av Evgenii Borisovich Alexeev. Festuca jaliscana ingår i släktet svinglar, och familjen gräs. Inga underarter finns listade i Catalogue of Life.